# Domingo Tarasconi
Domingo Alberto Tarasconi (* 20. Dezember 1903 in Buenos Aires; † 3. Juli 1991 ebenda) war ein argentinischer Fußballspieler, der mit den Boca Juniors große Erfolge feierte und mit der argentinischen Fußballnationalmannschaft dreimal die Copa América gewann.

## Karriere

### Vereinskarriere
Domingo Tarasconis erste Station im Seniorenbereich waren die Boca Juniors aus dem Arbeiterviertel La Boca in Argentiniens Hauptstadt Buenos Aires, in der er 1903 geboren wurde. Tarasconi spielte von 1922 bis 1932 für die Boca Juniors und machte in dieser Zeit 224 offizielle Spiele im Rahmen der argentinischen Meisterschaft und schoss dabei 187 Tore. Damit ist er noch heute der Spieler mit den viertmeisten Toren in der Geschichte der Boca Juniors, einzig hinter Martín Palermo (228), Roberto Cherro (221) und Francisco Varallo (194). Nachdem er mit den Juniors zuvor schon viermal die Amateurmeisterschaft in Argentinien gewonnen hatte, war Tarasconi 1931 Bestandteil der ersten Siegermannschaft der argentinischen Primera División, der Profiliga des Landes. Ein Jahr später, 1932, verließ er Boca und schloss sich den Newell’s Old Boys aus Rosario an, wo er allerdings nur zu zwei Spielen im Ligabetrieb der Segunda División kam und dem Verein nach nur einem Jahr wieder den Rücken kehrte. 1934 und 1936 spielte Domingo Tarasconi noch für CA San Martín de Tucumán und die Argentinos Juniors, ehe er seine Laufbahn 1936 im Alter von 33 Jahren beendete.

### Nationalmannschaft
Zwischen 1922 und 1929 kam Domingo Tarasconi insgesamt zu 24 Einsätzen in der argentinischen Fußballnationalmannschaft. Dabei gelangen ihm achtzehn Torerfolge. In den Jahren 1925, 1927 und 1929 gewann er mit der Nationalmannschaft seines Heimatlandes dreimal die Copa América, damals noch unter dem Namen Campeonato Sudamericano. 1925 wurde Argentinien Erster mit zwei Punkten Vorsprung auf Brasilien, 1927 mit zwei Zählern vor Uruguay und 1929 vor heimischem Publikum mit zwei Punkten vor Peru. Nach der Copa América 1929 endete für Domingo Tarasconi die Zeit in der argentinischen Fußballnationalmannschaft und er verpasste somit die ein Jahr später in Uruguay stattfindende erste Fußball-Weltmeisterschaft, bei der das argentinische Team das Finale erreichen und erst dort am Gastgeber scheitern sollte, nur knapp. Bereits zuvor war er Teil der Nationalmannschaft Argentiniens, die an den Olympischen Sommerspielen 1928 in Amsterdam teilgenommen hatte. Nach Siegen über die Vereinigten Staaten, Belgien und Ägypten stand man im Endspiel gegen Uruguay, das allerdings durch eine 1:2-Niederlage im Rückspiel verloren ging, nachdem das Finalhinspiel 1:1-Unentschieden geendet hatte. Im gesamten Turnierverlauf erzielte Domingo Tarasconi elf Tore, im Finale jedoch keins. Durch diese elf Treffer wurde er mit großem Abstand vor dem Italiener Adolfo Baloncieri und seinem Landsmann Manuel Ferreira, die je sechsmal getroffen hatten, Torschützenkönig der Olympischen Spiele.

## Erfolge

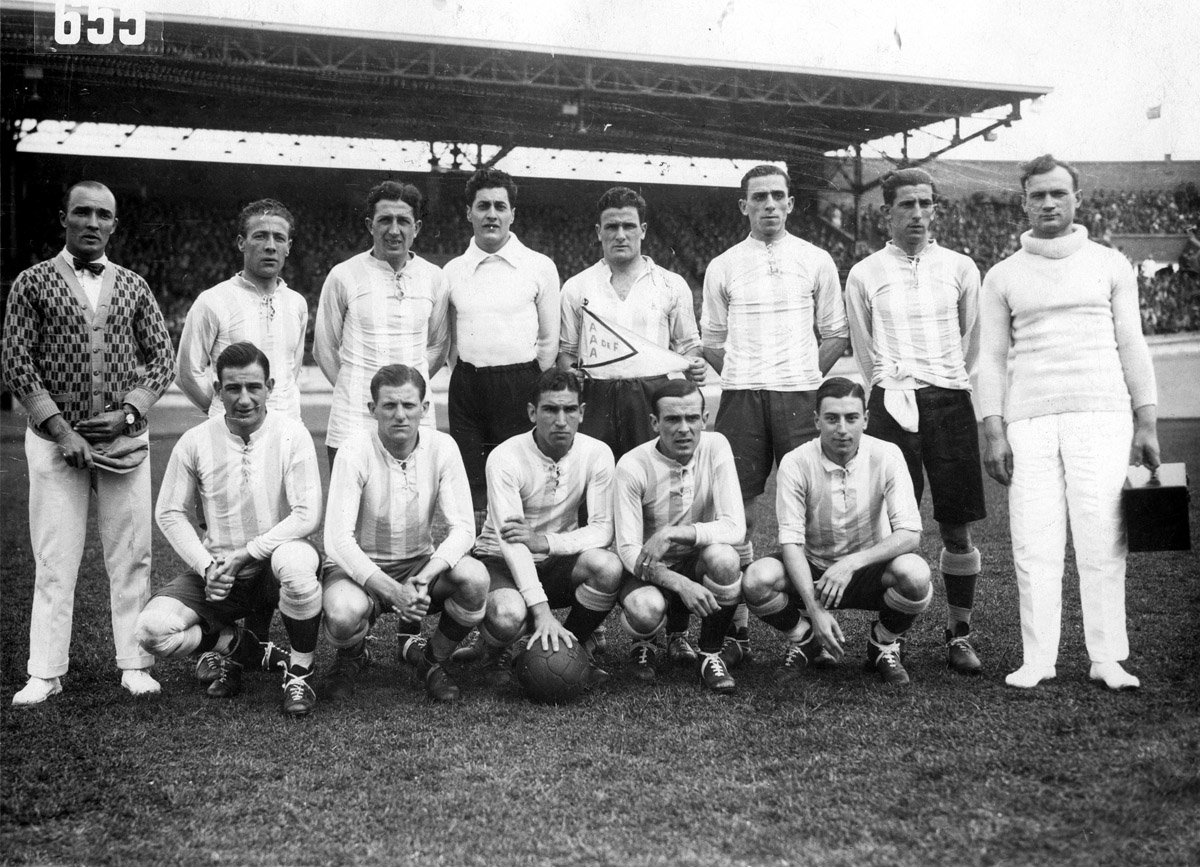
Die argentinische Mannschaft bei den Olympischen Spielen 1928; Tarasconi sitzend Zweiter von links

- Argentinische Fußballmeisterschaft: 5 × (1923, 1924, 1926, 1930, 1931)
- Copa Dr. Carlos Ibarguren: 2 × (1923, 1924)
- Copa de Competencia Jockey Club: 1 × (1925)
- Copa Estimulo: 1 × (1926)
- Torschützenkönig der Meisterschaft: 4 × (1922, 1923, 1924, 1927)
- Torschützenkönig des olympischen Fußballturniers (Silbermedaille): 1 × (1928)
- Copa América: 3 × (1925, 1927, 1929)